# چینی ماندارین
ماندارین (چینی ساده‌شده: 官话، چینی سنتی: 官話، پین‌یین: Mǐn yǔ؛ به معنی «گفتار مقامات») یک گروه از زبان‌های چینی است که در قسمت‌های شمالی و جنوب غربی چین صحبت می‌شود. گویش پکنی که پایه و اساس چینی معیار به‌شمار می‌رود، زیرمجموعه این زبان است. از آنجایی که ماندارین از شمال چین ریشه گرفته و بیشتر زبان‌ها و گویش‌های ماندارین در شمال کشور یافت می‌شوند، گاه به ماندارین چینی شمالی (北方话، běifānghuà، «گفتار شمالی») نیز گفته می‌شود. بیشتر گونه‌های ماندارین همچون گویش جنوب غربی (شامل سیچوآنی) و یانگ‌تسه پایین (مثل نانجینگی) از فهم متقابل نسبت به یکدیگر برخوردار نیستند و در برابر ماندارین معیار نیز تا حدی فهمیده می‌شوند. ماندارین با حدود یک میلیارد سخنور بومی، نخستین زبان جهان بر پایه جمعیت سخنوران بومی است.
ماندارین بزرگترین گروه از هفت یا ده گروه گویش چینی است و توسط ۷۰ درصد از کل سخنوران چینی در یک منطقه جغرافیایی بزرگ از یون‌نان در جنوب غرب تا سین‌کیانگ در شمال غرب و هیلونگ‌جیانگ شمال شرق صحبت می‌شود. این پراکندگی به‌طور کلی به آسانی سفر و ارتباطات در دشت شمال چین در مقایسه با جنوب کوهستانی، همراه با گسترش اخیر ماندارین به مناطق مرزی نسبت داده می‌شود.
در بیشتر هزاره اخیر، پایتخت چین همواره در مناطق ماندارین‌زبان قرار داشته و از قرن چهاردهم گونه‌هایی از آن به عنوان زبان میانجی در سرتاسر کشور کاربرد داشته‌اند. در اوایل قرن بیستم، یک گونه استاندارد مبتنی بر گویش پکن همراه با عناصر سایر گویش‌های ماندارین، به عنوان زبان ملی چین پذیرفته شد. چینی معیار زبان رسمی جمهوری خلق چین و تایوان و یکی از ۴ زبان رسمی سنگاپور است. ماندارین همچنین در میان بیشتر گروه‌های شورشی و مناطق چندقومی میانمار زبان رسمی یا زبان میانجی است. از ماندارین به عنوان یکی از زبان‌های کاری سازمان ملل هم استفاده می‌شود و آن همچنین یکی از پرکاربردترین انواع زبان‌های چینی در بین جوامع چینی دور از وطن و متداول‌ترین زبان چینی که به غیرچینی‌زبانان آموزش داده می‌شود است. به طور کل چینی ها بیشتر از زبان «گوآن هوا» بهره می برند.
زبان‌های چین (انگلیسی: Languages of China) زبان‌هایی هستند که در چین صحبت می‌شوند. زبان غالب در چین که به هفت گروه زبان اصلی (که به دلایل سیاسی به عنوان لهجه تقسیم‌بندی می‌شوند) تقسیم می‌شود، به عنوان هانیو (چینی ساده شده: 汉语؛ چینی سنتی: 漢語؛ پینین: هاننی) شناخته می‌شود و به عنوان یک رشته علمی مجزا در چین در نظر گرفته شده و مطالعه می‌شود. هانیو یا زبان هان، هشت گونه اصلی را شامل می‌شود که از نظر ساخت‌شناسی واژگانی و آوایی از یکدیگر به حدی متفاوت هستند که اغلب از نظر متقابل برای گویشوران خود غیرقابل درک خواهند بود شبیه زبان انگلیسی و زبان آلمانی یا زبان دانمارکی. زبان‌هایی که بیشتر مورد مطالعه و پشتیبانی دولت قرار گرفته‌اند شامل زبان چینی، زبان مغولی، زبان تبتی، زبان اویغوری و زبان ژوانگ است. چین ۳۰۲ زبان زنده دارد که در اتنولوگ ذکر شده‌است. بر اساس برآوردها در سال ۲۰۱۰ میلادی ۹۵۵ میلیون نفر از جمعیت ۱۳۴۰ میلیون نفری چین به گونه‌های مختلف زبان ماندارین به عنوان زبان اول صحبت می‌کنند که در حدود ۷۱ درصد جمعیت این کشور می‌باشند.

## نام
از نام ماندارین علاوه بر اشاره به مجموعه این زبان‌ها، برای نامیدن زبانی مشخص به نام ماندارین معیار نیز استفاده می‌شود. این زبان بیش از هر زبانی بر روی کره زمین صحبت می‌شود.
در زبان انگلیسی، کلمه ماندارین به دو مفهوم اشاره می‌کند:
1. به ماندارین استاندارد یا چینی استاندارد (Putonghua/Guoyu)، که بر پایه گویش پکنی بنا شده‌است. ماندارین استاندارد به‌عنوان زبان رسمی جمهوری خلق چین و زبان رسمی جمهوری چین (تایوان) و یکی از زبانهای رسمی سنگاپور مورد استفاده قرار می‌گیرد. این زبان یکی از ۶ زبان رسمی سازمان ملل می‌باشد.
2. به تمام گویش‌هایی که در شمال و جنوب غربی چین صحبت می‌شوند و همگی از نظر زبان‌شناسی ماندارین نامیده می‌شوند.

## تاریخ
نخستین اثر مکتوب به زبان چینی مربوط به بیش از ۳۰۰۰ سال پیش در زمان دودمان شانگ است. با تکامل چینی در این دوره، گونه‌های مختلف محلی به مرور نسبت به هم غیرقابل درک شدند. در واکنش، دولت‌های مرکزی بارها و بارها در صدد ترویج یک زبان معیار واحد بودند.
نخستین نمونه‌های چینی مکتوب، کتیبه‌های الهی هستند که به خط جیا گو ون در حدود ۱۲۵۰ سال پیش از میلاد در اواخر دوران دودمان شانگ نوشته شدند. محققان با انجام روش‌های مختلف، سعی در بازسازی واجی چینی کهن دارند. اگرچه بسیاری از جزئیات ناشناخته باقی مانده‌است، اما اکثر محققان بر این باورند که چینی کهن با چینی میانه تفاوت‌های بسیاری دارد. چینی میانه زبانی بود که در دوران سلسله‌های شمالی و جنوبی و همچنین حکمرانی دودمان‌های سوئی، تانگ و سونگ کاربرد داشت. رابطه چینی‌های گفتاری و نوشتاری بسیار پیچیده‌است. گونه‌های گفتاری آن با میزان‌های مختلفی تکامل یافته‌اند، در حالی که خود چینی نوشتاری بسیار کمتر تغییر کرده‌است. ادبیات چینی کلاسیک از دوره بهار و پاییز آغاز شد.
پس از سقوط دودمان سونگ شمالی، در طی حکمرانی دودمان کین و یوآن در شمال چین، یک گویش مشترک (که امروزه «ماندارین کهن» خوانده می‌شود) بر اساس لهجه‌های دشت شمال چین در اطراف پایتخت توسعه یافت. تا اوایل قرن بیستم، بیشتر مردم چین فقط با گویش محلی خود صحبت می‌کردند. مقامات دودمان‌های مینگ و چینگ در اقدامی، مدیریت امپراتوری را با استفاده از یک زبان مشترک بر اساس گونه‌های ماندارین به نام گوآنهوا (官话/官話، به معنای «زبان مقامات») انجام دادند. این زبان در بیشتر این دوران به صورت زبان کوینه برپایه گویش‌های موجود در اطراف نانجینگ درآمد و با این وجود، با هیچ گویشی کاملاً یکسان نبود. در اواسط قرن نوزدهم، گویش پکنی غلبه یافته بود و دانستن آن برای هر کار مرتبط با دربار امپراتوری لازم بود.
در دهه ۱۹۳۰، یک زبان ملی معیار به نام گویو (国语/國語، «زبان ملی») در چین پذیرفته شد. پس از درگیری‌های زیاد میان حامیان گویش‌های شمالی و جنوبی و تلاش برای ایجاد یک گویش مصنوعی بی‌طرف، سرانجام کمیسیون ملی وحدت زبان بر پایه گویش پکن در سال ۱۹۳۲ مستقر شد. جمهوری خلق نیز که در سال ۱۹۴۹ تأسیس شد این گویش معیار را حفظ کرد و آن را پوتونگهوا (普通话/普通話 «گفتار مشترک») نامید. اکنون زبان ملی در آموزش، رسانه‌ها و موقعیت‌های رسمی در سرزمین اصلی چین و تایوان استفاده می‌شود و در هنگ کنگ و ماکائو نیز بسیار کاربرد دارد.

## پراکندگی جغرافیایی

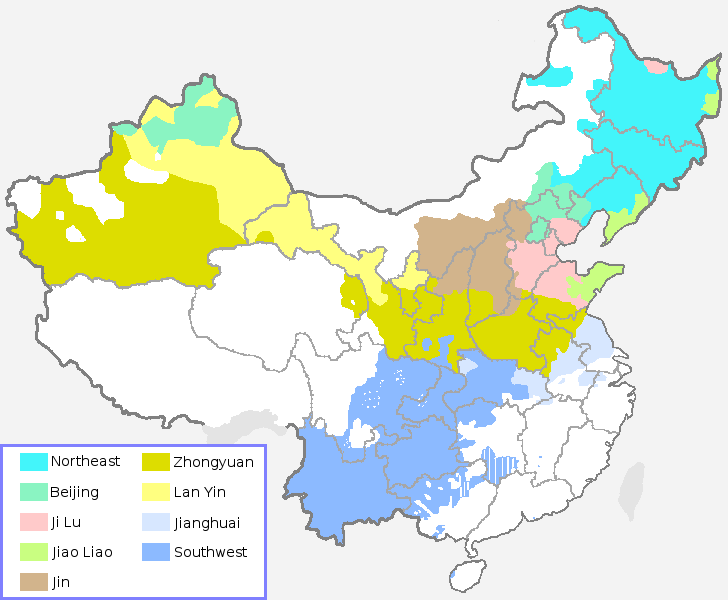
پراکندگی هشت زیرگروه ماندارین به همراه چینی مین براساس اطلس زبانی چین (۱۹۸۷)

بیشتر چینی‌های هان که در شمال و جنوب غربی چین زندگی می‌کنند، گویشوران بومی زبان ماندارین هستند. دشت شمال چین موانع کمی برای مهاجرت فراهم آورده و منجر به همگنی نسبی زبان یک منطقه گسترده در شمال چین شد. در مقابل، کوه‌ها و رودخانه‌های جنوب چین باعث پدید آمدن شش گروه عمده دیگر از انواع چینی را با تنوع درونی زیاد به ویژه در فوجیان شده‌است.
با این حال، انواع ماندارین منطقه بزرگی را شامل می‌شود که تقریباً یک میلیارد نفر جمعیت دارد. در نتیجه، تغییرات ناحیه‌ای واضح در تلفظ، واژگان و دستور زبان وجود دارد و بسیاری از انواع ماندارین دارای قابلیت فهم متقابل نیستند.
بیشتر شمال شرقی چین، به جز لیائونینگ، تا قرن ۱۸ میلادی مورد مهاجرت زیاد توسط چینی‌های هان قرار نگرفت و در نتیجه، لهجه‌های ماندارین شمال شرقی که در آنجا صحبت می‌شوند، تفاوت چندانی با گویش پکن ندارند. مردم منطقه منچو اکنون به‌طور انحصاری با این لهجه‌ها صحبت می‌کنند. زبان مادری آن‌ها فقط در شمال غربی سین‌کیانگ حفظ شده‌است.
مناطق مرزی شمال غربی چین در همان زمان مورد هجوم گویشوران ماندارین قرار گرفتند و در نتیجه گویش‌های آن مناطق نیز مشابه با خویشاوندان خود در منطقه اصلی ماندارین است. ماندارین‌زبان‌ها در اوایل در جنوب غربی کشور مستقر شدند، اما این جمعیت به دلایل نامشخصی در قرن سیزدهم افت کرد و تا قرن ۱۷ بهبود نیافت. گویش‌های این منطقه اکنون نسبتاً یکنواخت هستند. با این حال، شهرهای قدیمی حتی بسیار نزدیک به پکن، مانند تیانجین، بائودینگ، شنیانگ و دالیان لهجه‌هایی با تفاوت قابل توجهی دارند.
برخلاف هموطنانشان در ساحل جنوب شرقی، گویشوران اندکی از ماندارین تا اواخر قرن بیستم به خارج از کشور مهاجرت کردند، اما اکنون در شهرهای سراسر جهان اجتماعات قابل توجهی از آن‌ها وجود دارد.

## واج‌شناسی
فرق عمده زبان چینی ماندارین با اکثر زبان‌های دیگر جهان در نواخت‌بر بودن آن می‌باشد. بدین صورت که هر هجا در این زبان (chang, chung, bei, ba, lai و…) در ۴ نواخت و تعدادی از هجاها نیز به صورت استثنائی در ۵ نواخت تلفّظ می‌شوند.
- در نواخت اوّل هجا به صورت یکنواخت و کشیده تلفظ می‌شود.
- در نواخت دوّم، در هنگام تلفّظ هجا صدای فرد به صورت تدریجی به سمت بالا می‌رود.
- در نواخت سوّم صدای فرد ابتدا به سمت پایین سقوط می‌کند و سپس به سمت بالا اوج می‌گیرد.
- در نواخت چهارم هجا به صورت دفعی و ضربتی تلفّظ می‌شود.
- تلفّظ پنجم هم که به صورت استثنائی در برخی هجاها وجود دارد فاقد نواخت است و هجا به صورت معمولی بیان می‌شود.

### مثال از نواخت‌ها
به عنوان مثال هجای ma در نواخت اوّل معنی مادر را می‌دهد و بدین شکل نوشته می‌شود:(媽/妈). در نواخت دوّم معنای کَنَف را می‌دهد و بدین شکل نوشته می‌شود:(麻). در نواخت سوّم معنی اسب را می‌دهد و بدین شکل نوشته می‌شود:(馬/马). در نواخت چهارم معنای توامان سرزنش کردن و توهین کردن را می‌دهد و بدین شکل نوشته می‌شود:(罵/骂). در نواخت پنجم به عنوان جزء پایانی جمله سؤالی بکار می‌رود و جمله را سؤالی می‌کند و بدین شکل نوشته می‌شود:(嗎/吗).
| نماد  | پین‌یین | نوع           | معنی         |
| ----- | ------ | ------------- | ------------ |
| 妈/媽 | mā     | سطح بالا      | «مادر»       |
| 麻    | má     | خیز بالا      | «کنف»        |
| 马/馬 | mǎ     | افت-خیز پایین | «اسب»        |
| 骂/罵 | mà     | افت از بالا   | «سرزنش کردن» |
| 吗/嗎 | ma     | خنثی          | جزء پرسشی    |

## نوشتار
در ماندارین نوشتار به دو صورت است:
1. چینی سنتی یا کلاسیک
2. چینی ساده‌شده

چینی سنتی خط اصیل زبان چینی می‌باشد که برای نخستین بار در زمان حکمرانی امپراتوری هان در چین پدیدار گشت و از آن زمان برای نگارش زبان چینی به کار می‌رفته‌است و اکنون در کشورهای جمهوری چین (تایوان)، هنگ کنگ، ماکائو و چینی‌های مقیم ایالات متّحده و غرب رایج است. چینی ساده‌شده در واقع ساده‌شده همان خط سنّتی است که در جمهوری خلق چین و سنگاپور رایج است. این خط به دستور مائو تسه‌تونگ مؤسّس جمهوری خلق چین از ساده کردن خط سنّتی به دست آمده‌است.